# Aristotel Spirov
Aristotel Spirov (29 de diciembre de 1954) es un deportista soviético que compitió en judo. Ganó una medalla de bronce en el Campeonato Europeo de Judo de 1976 en la categoría de –70 kg.

## Palmarés internacional
| Campeonato Europeo | Campeonato Europeo | Campeonato Europeo | Campeonato Europeo |
| Año                | Lugar              | Medalla            | Categoría          |
| ------------------ | ------------------ | ------------------ | ------------------ |
| 1976               | Kiev (URSS)        | Medalla de bronce  | –70 kg             |